# Aparat polowy UNA-FI-43
Aparat telefoniczny UNA-FI-43 – telefon polowy stosowany w ludowym Wojsku Polskim.
Telefon induktorowo-brzęczykowy wz.43, przeznaczony był do zapewnienia łączności na wszystkich szczeblach dowodzenia. Aparat ten mógł pracować aparatem telefonicznym tak z wywołaniem induktorowym jak i brzęczykowym. Utrzymywano łączność za pomocą kabla PTF-7 x 2 do 30 km, kablem PCG-19 do 50 km, na liniach stałych napowietrznych żelaznych o średnicy 3 mm do 175 km oraz na liniach stałych napowietrznych brązowych o średnicy 4 mm do 600 km. 
Aparat wyposażony był w dodatkową słuchawkę umożliwiającą kontrolę działania linii, odbieranie i nadawanie sygnałów bez posługiwania się mikrotelefonem, a w razie potrzeby odbieranie wiadomości jednocześnie przez dwie osoby. 
- wymiary 286 x 235 mm
- ciężar wraz z ogniwami 7,6 kg